# The Platinum Collection (Angelo Branduardi)
The Platinum Collection è un'antologia in tre CD di Angelo Branduardi pubblicata nell'omonima serie di raccolte triple che la EMI
dedicava in quel periodo ai propri artisti. Nel caso specifico di Branduardi, si tratta di un'occasione celebrativa per i suoi trent'anni di carriera. Tutti i brani sono stati selezionanti direttamente dall'artista, che firma anche la presentazione sul booklet.
La Platinum Collection contiene inoltre alcuni inediti: Il viaggiatore, presente in una nuova versione, Confessioni di un malandrino in un arrangiamento per orchestra e clavicembalo (suonato da Maurizio Fabrizio) e Francesco, un brano su San Francesco d'Assisi (alla cui figura Branduardi avrebbe dedicato un album intero nel 2000); queste ultime due canzoni sono registrazioni del 1973, e dovevano far parte di un primo 33 giri del cantautore (antecedente dunque a Angelo Branduardi), registrato anch'esso per la RCA ma mai pubblicato.

## Disco 1
1. Si può fare - 4:21
2. Il viaggiatore (Remake 2005) - 4:10
3. Forte - 4:27
4. Domenica e lunedì - 3:53
5. La ragazza e l'eremita - 3:28
6. Fou de love - 4:41
7. La donna della sera - 5:04
8. Il giocatore di biliardo - 3:50
9. L'apprendista stregone - 4:46
10. Il dito e la luna - 3:28
11. Per ogni matematico - 2:36
12. Lamento di un uomo di neve - 3:28
13. Il violinista di Dooney - 3:43
14. La canzone di Aengus, il vagabondo - 4:15
15. Nel giardino dei salici - 2:59
16. Innisfree, l'isola sul lago - 4:28
17. A l'entrada del temps clar - 2:34
18. Scarborough fair - 3:04
19. Calenda maia - 2:56

## Disco 2
1. Il cantico delle creature - 3:36
2. Il sultano di Babilonia e la prostituta - 4:32
3. Nelle paludi di Venezia Francesco si fermò per pregare e tutto tacque - 3:49
4. La predica della perfetta Letizia - 4:31
5. Laila, laila - 3:14
6. La candela e la falena - 3:24
7. Io canto la ragazza dalla pelle scura - 3:36
8. La signora dai capelli neri ed il cacciatore - 4:07
9. Confessioni di un malandrino - 5:06
10. La luna - 2:48
11. Gulliver - 4:10
12. Donna mia  - 3:31
13. Tanti anni fa - 2:48
14. Il ladro - 4:41
15. Madame - 4:15
16. Il bambino dei topi - 4:30
17. Tango - 3:39
18. Vanità di vanità - 2:54

## Disco 3
1. 1º aprile 1965 - 5:23
2. Il libro - 4:26
3. La volpe - 4:05
4. Fame di sole - 3:21
5. Benvenuta, donna mia - 1:39
6. Re di speranza - 4:27
7. Il tempo che verrà - 3:16
8. Lentamente - 3:09
9. Sotto il tiglio - 2:28
10. Alla fiera dell'est (live) - 5:44
11. Il dono del cervo (live) - 3:23
12. La pulce d'acqua (live) - 3:26
13. Cogli la prima mela (live) - 3:13
14. Ballo in fa diesis minore (live) - 2:53
15. Il signore di Baux (live) - 3:58
16. Confessioni di un malandrino (versione inedita) - 5:12
17. Francesco (inedito) - 3:47
18. Tema di Leonetta - 2:56